# تشو تينغ
تشو تينغ (مواليد 29 نوفمبر 1994) هي لاعبة كرة طائرة صينية. وكابتن منتخب الصين  أبرز إنجاز لها مع منتخبها هو حصولها على ذهبية أولمبياد 2018.